# Hoa-Binh
Hoa-Binh är en fransk dramafilm från 1970 i regi av Raoul Coutard.
Filmen är baserad på Françoise Lorrains roman La colonne de cendres. Den var Frankrikes bidrag till Oscar för bästa internationella långfilm 1971.

## Handling
Två små bröder växer upp på Saigons gator under Vietnamkriget.

## Rollista i urval
- Phi Lan - Hung
- Huynh Cazenas - Xuan
- Le Quynh - fadern
- Xuan Ha - modern
- Lan Phuong - Nam, kusinen
- Bui Thi Thanh - Tran Thi Ha
- Tran Van Lieh - politisk kommissarie
- Anh Tuan - FNL-officer